# Monclova
Monclova es una ciudad en la región central del estado de Coahuila, al norte de México. En el año de 2020 había alrededor de 237 169 habitantes en la ciudad. Es la cabecera del municipio homónimo y de la zona metropolitana de Monclova-Frontera integrada también por los municipios de Frontera, Castaños y San Buenaventura que suman una población de alrededor de 374 247 habitantes. Tiene una densidad de población de 146.1 hab/km² y se encuentra a una altitud de 600 metros sobre el nivel del mar. Fue una ciudad destacada por la mayor producción de acero de todo México y Latinoamérica, lo que le hizo valer el sobrenombre de La Capital del Acero.[cita requerida]
Monclova fue escenario de importantes sucesos en la historia de México y durante muchos años fue la capital de Coahuila y Texas. Sobrevivió a la ola de cambios políticos que ocurrieron a lo largo de los siglos y pasó de ser una región agrícola hasta consolidarse como un polo de desarrollo industrial en el norte del país.
Hoy en día, Monclova cuenta con un índice de desarrollo humano alto de 0.814 unidades (2015). Además Monclova es una de las cinco ciudades con mayor desarrollo comercial, industrial y financiero de México y la número 11 con menor rezago social. Por otro lado, su zona metropolitana se encuentra entre las 12 áreas urbanas más competitivas de México y actualmente es la ciudad con la mayor productividad laboral del país.

## Historia
El nombre de Monclova (lat. mons: monte, región; y Clovius: Clovio) surgió durante el periodo de expansión del imperio romano, cuando se designó de esa forma a la región que hoy se denomina Fuentes de Andalucía, en la provincia de Sevilla, España, en honor al General romano Clovio (siglo II a. C.), quien luchó contra las tropas lusitanas de Viriato. En el siglo XIV, se construyó en esa región el castillo de la Monclova. De esta forma se concluye que Monclova significa "Región (o Monte) de Clovio".
El 20 de septiembre de 1617, el rey Felipe III emitió un decreto mediante el cual declara la creación en la península ibérica del condado de la Monclova, junto con la expedición del título nobiliario respectivo, mismo que fue otorgado a Antonio Portocarrero de la Vega y Enríquez (primer conde de la Monclova). El tercer conde de la Monclova fue Melchor Portocarrero Lasso de la Vega, primer propietario del actual Palacio de la Moncloa, y en el cual se asienta la sede de la Presidencia del Gobierno de España. 
Melchor Portocarrero fue nombrado virrey de la Nueva España y ocupó el cargo de 1686 a 1688, durante su gestión apoyó la pacificación de la provincia de Nueva Extremadura de Coahuila,  pacificación necesaria ante las constantes incursiones de los indígenas nómadas, de tipo "apache" que asolaban a sus escasos habitantes españoles, criollos, mestizos y otras castas, por tanto nombró gobernador de ella, al Capitán Alonso de León y González, para que se encargara de las campañas contra los indígenas, a Monclova se relaciona el fraile franciscano Juan Larios, originario de la provincia de Jalisco, quien inició una nueva acción evangelizadora de dichos indígenas como forma alterna para pacificarlos, con quien de León fundó finalmente la villa de  Santiago de la Monclova el 12 de agosto de 1689, en honor del obispo de Guadalajara, Santiago de León Garavito, y del propio virrey, el conde de la Monclova.
A la ciudad de Monclova se le ha llamado el Ave Fénix[cita requerida] porque fue una villa que fue fundada y refundada a lo largo de 112 años, en el orden siguiente: 
25 de julio de 1577 por Alberto del Canto
1582-85, Luis de Carvajal y de la Cueva
1607 Pedro de Velada, 
1643; Mateo de Arredondo
1644; Martín de Zavala
1674; Antonio Balcárcel Rivadeneira y Sotomayor
12 de agosto de 1689, que fue la última y única que perduró y que fue llevada a cabo por el capitán Alonso de León y González.
A partir de 1644 el territorio de Coagüila pasó a depender en los asuntos judiciales y de asuntos de tierras de la Real Audiencia de Guadalajara en tanto que en el aspecto religioso lo fue del Obispado de Guadalajara, mientras que en los aspectos político y militar eran atendidos directamente por el Virrey y la Real Audiencia de Indias. Esta situación derivó del conflicto que había surgido entre las autoridades del Nuevo Reino de León, que reclamaban tener derechos y jurisdicción derivados de las Capitulaciones que el Rey había otorgado a Luis de Carvajal y de la Cueva del año 1582, pero que en esa época había generado la oposición del Gobierno del Reino de la Nueva Vizcaya, que radicaba en Durango o Guadiana, porque de la Cueva invadió la jurisdicción de Vizcaya al tratar de apoderarse de la franja de territorio comprendida desde el Valle de Saltillo hasta la Región de La Laguna, que formaba parte, obviamente, de la Nueva Vizcaya. Así que al resurgir este conflicto en 1644, porque el gobernador Zavala trató de refundar la villa de "Coagüila" para extender el territorio de Nuevo Reino de León, se dieron enfrentamientos entre ambos gobiernos, por lo que el Virrey determinó que convenía tomar bajo su control ese territorio, y ordenó que se retiraran del mismo la gente enviada a la región donde surgiría finalmente Monclova.
Desde Monclova habrían de salir entre 1684 y 1688 expediciones hacia Tejas para localizar franceses, pues habían llegado noticias de que habían invadido este territorio, estas expediciones fueron encabezadas por el capitán Alonso de León y González, localizándose el Fuerte de Saint Louis, destruido y sin franceses, estos habían sido atacados y asesinados por indígenas, solo dos franceses habían podido escapar, y posteriormente se encontró a un tercer francés que había logrado que lo eligieran cacique o jefe de una de las tribus, estas tres personas fueron llevadas como prisioneras al campamento establecido en la zona de "Monclova", para de allí ser conducidas a la Ciudad de México.
Entre 1689 y 1811 la vida de los monclovitas se mantuvo en forma precaria, debido a los constantes ataques de los indígenas nómadas que pertenecían a diversas naciones, las labores eran en agricultura y algo de ganadería, en tanto que de acuerdo a las disposiciones de la Corona Española el Territorio de Tejas formaría parte de la Provincia de San Francisco de Coahuila, quedando la villa de Santiago de la Monclova como capital de esta provincia.
Entre 1725 y 1785 la vida de los monclovitas se vería impactada por el descubrimiento y explotación de vetas de plata, en la Sierra de Potrerillos, ubicada al Sureste de Monclova, la abundancia de este metal se consideró en su momento que era similar a las regiones de Zacatecas, de Guanajuato y Taxco, lo que atrajo a una gran cantidad de trabajadores de minas, muchos de los cuales llegaron con sus familias, entre ellos muchos mulatos libres, se abrieron alrededor de 50 minas o tiros de minas, la Corona apoyó el desarrollo de ese nuevo centro minero, sin embargo las minas se fueron inundando al llegar al manto freático o corrientes de agua subterráneas, y esto llevó a que las minas terminaran siendo cerradas, sin embargo los mineros y sus familias terminaron quedándose a vivir en Monclova o en los pueblos de Candela, San Buenaventura, Nadadores, Cuatro Ciénegas y Valle de Santa Rosa (actual Múzquiz). De hecho también se encontraron depósitos de plata en Múzquiz, en Gigedo y Peyotes (hoy Villa Unión), pero su abundancia fue menor, y al agotarse las vetas también se cerraron, pero este incremento poblacional fortaleció la vida de la villa junto a los Pueblos indígenas de San Francisco (tlaxcaltecas) y de San Miguel de Aguayo (indígenas de las regiones circundantes).
El 24 de mayo de 1811 a Monclova, se le concedió el título de por haberse aprehendido en su zona a los primeros caudillos de la insurgencia, con la participación de alrededor de 370 coahuilenses, incluido un punado de "apaches", bajo el mando del Capitán Ignacio Elizondo, captura llevada a cabo en una ranchería: Acatita de Baján, ubicada a unos 15 km al Suroeste de Monclova, acción que fue ampliamente festejada por los monclovenses, pues se consideraban como fieles súbditos de la Corona Española.
Al consumarse la Independencia, la capital de Coahuila seguía siendo Monclova hasta el 7 de mayo de 1824, fecha del decreto del Congreso Constituyente que creó el estado de Coahuila y Texas, cuya legislatura debía instalarse en Saltillo. El 25 de septiembre de 1828, a Monclova se le declaró capital de esa entidad, pero, al año siguiente, el Congreso se reunió en Saltillo. En 1836, al expedirse las leyes constitucionales, se dividió el estado en los departamentos de Texas y Coahuila, dejando de ser Monclova la capital.
Monclova ha sido la ciudad fundada más veces en el mundo ya que hay registros de once fundaciones diferentes
.

### Cronología histórica de Monclova
1577 El 25 de julio Alberto del Canto llevó a cabo la fundación de "Minas de la Trinidad" por mandato de Martin López de Ybarra gobernador de Nueva Vizcaya.
1582 Luis de Carvajal y de la Cueva estableció de nuevo la villa bajo el nombre de Almadén, como centro de la provincia del Nuevo Almadén, y como parte del Nuevo Reino de León, pero su aprehensión por judaizante, junto con su familia, llevó a que se abandonase el lugar por parte de su gente.
1583-1643 El sitio siguió siendo poblado temporalmente por españoles procedentes de Saltillo y de Nuevo León en sus entradas para capturar indios nómadas, a los que vendían como esclavos en los centros mineros de Zacatecas y Durango.
1643 El Gobernador del Nuevo Reino de León, Martín de Zavala, intentó mantener la villa refundándola con el nombre de villa de Nuevo Almadén, pero los reclamos de las autoridades del Reino de la Nueva Vizcaya le hicieron desistir, quedando la región bajo la autoridad del Virrey. 
1647 Se despobló de españoles, pero indios tlaxcaltecas, con algunos indios nómadas de aquellas regiones permanecieron en su pueblo de San Miguel de Aguayo, esta permanencia se debió a que en el valle de Saltillo y sus alrededores ya para estos años no había suficientes tierras disponibles para las familias tlaxcaltecas, las cuales se habían multiplicado mucho, así que la única opción fue poblar la región de la actual Monclova, la cual disponía de las entonces abundantes aguas del río Coagüila. Cabe señalar que otros tlaxcaltecas se asentaron en la cercana zona de la actual Candela, cuyo río también era abundante en aguas, ambos pueblos fueron reconocidos por las autoridades virreinales, por lo que contaron con sus respectivo capitán protector, que eran españoles.
1644-1674 Las entradas y permanencia temporal de españoles con la misma finalidad de captura de indios o "piezas" prosiguió, aunque en muchos casos habría de ser para "convencerlos" de que trabajaran en las haciendas de las regiones de Saltillo y del Nuevo Reino de León. Monclova era un sitio con abundante agua, del río Monclova, y con mucha vegetación incluyendo bosques, era un puesto de avanzada hacia el río Grande del Norte.
1674 Fue repoblado el Territorio de Almaden, hoy Monclova, por Antonio Balcárcel Rivadeneira y Sotomayor, el cual le puso el nombre de Nuestra Señora de Guadalupe. Repueble hecho a instancias de Fray Juan Larios, también originario de Guadalajara, quien tuvo el proyecto de cristianizar a los indígenas del actual territorio de Coahuila, aunque no se incluía a Saltillo y toda la región Sur ni la de Parras ni la de La Laguna, el proyecto prohibía que los españoles (civiles-soldados) se siguieran internando en esa región, para prevenir depredaciones.
1675 El 25 de abril se inaugura con una misa la construcción de la primera capilla de Monclova
1688 En el año de 1688, llegó el general Alonso de León y después de varios intentos de fundación, primero en la mesa de Catujanos y después en la boca del río Nadadores.  
1689 El 12 de agosto se lleva a cabo la última fundación de la villa Santiago de la Monclova por el Cap. Alonso de León y González.
1689 El Cap. Alonso de León nombra el primer cabildo.
1700 A partir de este año Monclova contaría con su presidio, con soldados para su protección, también se establecerían otros presidios y misiones franciscanas para cristinizar a los indígenas del Norte de la provincia y de Tejas (sic).
1794 El 6 de junio, se secularizan algunas misiones de Coahuila, como las de Monclova, Nadadores y Candela.
1811 El 21 de marzo son emboscados y aprehendido en Baján los caudillos de la independencia Hidalgo y Allende, el 26 de marzo salen presos de Monclova, con destino a San Antonio de Béxar, Tejas, pero Hidalgo y sus seguidores serían capturados en Acatita de Baján, sitio ubicado a unos 20 kilómetros al Sursureste de Monclova, de donde serían llevados a la ciudad de  Chihuahua, donde serían enjuiciados sumariamente y ejecutados Hidalgo, Allende y Aldama. 
1821 El 15 de junio, se jura la Independencia en Monclova.
1833 El 9 de marzo, Monclova es reconfirmada como capital del estado de Coahuila y Texas, ya que había sido la capital desde 1689, y se le quitó esta calidad en 1827 cuando se decidió que la villa de Santiago del Saltillo pasara a ser la capital del Estado con el nombre de Leona Vicario.
1834 El 4 de marzo, se suprimen los municipios de San Francisco y San Miguel de Aguayo, rango al que se le habían elevado los pueblos indígenas del mismo nombre, y vuelven a formar parte del Municipio de Monclova.
1839 El día 5 de enero, se rebelan en Monclova contra Santa Anna los generales Severo Ruiz y Pedro Lemus, secundados por los habitantes de los demás municipios del Norte de Coahuila, formando una fuerza armada que atacó a los saltilleros en mayo de este año, con lo cual los coahuileños federalistas ocuparon Monclova, pero estos sería desalojados por tropas centralistas que llegaron desde San Luis Potosí.
1846 El día 29 de octubre, el ejército estadounidense ocupa Monclova, permaneciendo en la villa hasta finales del año 1847.
1858 El Regimiento de Rifleros de Monclova marcha hacia la Región del Bajío para participar en la campaña contra las tropas del ejército conservador, combatiendo en la región comprendida desde Morelia a Arandas, la de los lagos de Michoacán, de Zamora a Irapuato, febrero-diciembre.
1859 El Regimiento de Rifleros de Monclova con el General Miguel Blanco regresarían a Monclova en febrero 8 de ese año, luego de un trayecto que les llevó 5 semanas, luego de partir desde Zamora, Michoacán.
1865 El día 12 de noviembre, los  franceses y mexicanos imperialistas centralistas partidarios de Maximiliano de Habsburgo ocupan Monclova, generándose una lucha constante con los republicanos partidarios del Presidente Juárez, desalojarían la villa por junio de 1866.
1867 El día 8 de julio, terminada la guerra contra el imperio francés regresa a Saltillo el Regimiento de Rifleros de Monclova.
1874 El día 2 de agosto, muere en Monclova el coronel Ildefonso Fuentes.
1884 El día 20 de abril, se establece el servicio de trenes entre Piedras Negras y Monclova.
1911 El día 29 de mayo, los maderistas se apoderan de Monclova.
1920 El día 6 de julio, se subleva en Monclova el general Ricardo González contra el gobierno federal.
1942 El día 5 de octubre, se inicia oficialmente la construcción de la planta Altos Hornos de México, S.A.
1978 El día 1 de octubre, Monclova se convierte en el primer municipio coahuilense en ser gobernado por un presidente de un partido distinto del PRI, el panista Carlos Páez.

### Escudo de Monclova

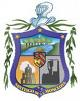
Escudo de Monclova.

Este escudo fue diseñado por el maestro Gilberto Guerrero Rodríguez.
El escudo está dividido en tres cuarteles: Tiene una bordura en azul con cinco estrellas de oro, significando las cinco poblaciones que se erigieron en ese lugar durante la Colonia; y en la bordura en la parte de la puerta con letras de color oro; Santiago de la Monclova, nombre que recibió en la última fundación; tiene como timbre un yelmo de plata y está flanqueada por dos guirnaldas de sinople representando un nogal, árbol de la región y una de sus fuentes de riqueza.
El escudo está dividido en tres cuarteles; en el del jefe hay un río en azul; un nocedal en sinople y un sol de gules; el río es el Monclova y el sol naciente significa que la Revolución nació en Coahuila. En el cantón diestro de la punta, sobre campo de oro, una iglesia simbolizando el trabajo de los misioneros durante la conquista y la Colonia. El cantón siniestro de la punta tiene sobre campo de plata un alto horno, un sable representando la industria siderúrgica que ha dado prosperidad a la ciudad. En el centro del escudo, hay un escusón con las armas del Conde de la Monclova, el Virrey que ordenó se fundara el poblado, lo cual fue definitivo.

## Geografía

### Localización

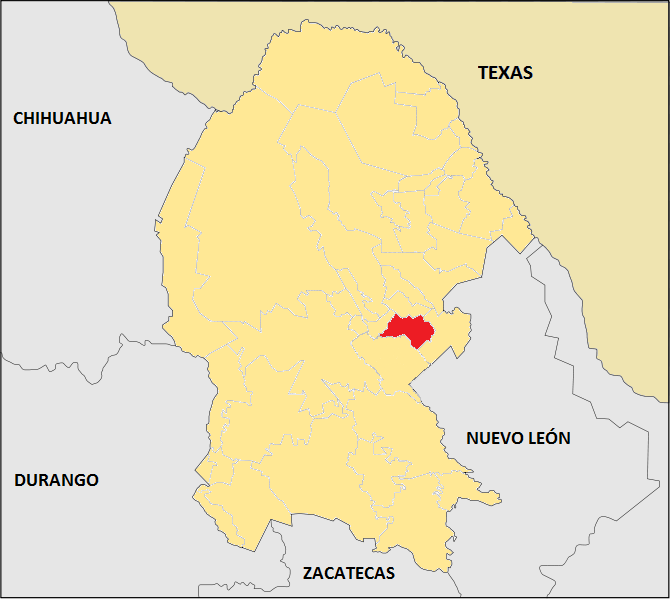
Ubicación del municipio de Monclova en Coahuila.

Monclova se localiza en el Centro-Este del Estado de Coahuila (101° 25' 20” longitud oeste, 26° 54' 37” latitud norte). Tiene una elevación media de 600 m s. n. m.
Está enclavada en el valle formado por La Sierra de La Gloria y los cerros El Mercado y La Rata.

### Hidrografía
Cuenta con varios pozos para eliminar abastecimiento de agua, distribuidos por el sur y suroeste de la ciudad. Existen ojos de agua -manantiales- al sur del municipio y en las faldas del cerro de la Gloria, los cuales alimentan al río Monclova, siendo este el que cruza el área urbana en su parte medio oriental. Al sureste se encuentra el río Candela.
El sistema de agua potable se abastece principalmente de corrientes subterráneas, concentradas en el ejido "Pozuelos", del vecino municipio de Frontera.

#### Río Monclova
El río Monclova nace originalmente en la localidad de Ojo del Saucillo, en el noreste del municipio de Castaños, en plena sierra de La Gloria, sin embargo, alimenta su caudal de diversos manantiales que brotan en época de lluvias ya dentro del municipio de Monclova, el cual atraviesa de sureste a noreste, ingresando posteriormente al municipio de Abasolo. Lo
Como dato histórico, las aguas del río Monclova han sido utilizadas por AHMSA para el proceso de fundición de arrabio y acero, reduciendo notablemente su caudal, mas no agotándolo.
Antes de la llegada de AHMSA, el caudal del río era grande y existían parajes como "El conejo", que era un espacio recreativo donde la gente solía ir a bañarse y a divertirse. También era usado por la gente para lavar coches y ropa. En la cuenca existían grandes nogales y ciertas áreas en donde la gente incluso podía pescar.
Aunque su caudal reducido lo ha convertido, en términos generales, en un pequeño arroyo, se tiene que el río Monclova  en ciertas épocas o años, gracias a fenómenos naturales, como los huracanes, en este caso gracias al Beulah,al Gilberto, y al Álex, con sus gigantescos traslados de agua llegaron a llenar el caudal del río, superando incluso las alturas de los puentes que lo cruzan.

### Clima
El clima de Monclova es algo extremo, del tipo seco semiárido en invierno puede alcanzar temperaturas menores a -10 °C, con pocas pero fuertes heladas y poco frecuentes nevadas. En verano con facilidad supera los 40 grados y puede presentar tormentas intensas especialmente eléctricas.
Los meses con clima fresco son octubre-noviembre y marzo-abril donde la ciudad puede presentar temperatura promedio del orden de los 9-15 grados de mínima y 22-27 grados de temperatura máxima.
Las características de clima seco y con escaso nivel de precipitaciones pluviales hacen que las variaciones de frío-calor puedan darse en el transcurso de unas pocas horas. La última vez que nevó fue en el año 2023.
| Parámetros climáticos promedio de Monclova, Coahuila              | Parámetros climáticos promedio de Monclova, Coahuila | Parámetros climáticos promedio de Monclova, Coahuila | Parámetros climáticos promedio de Monclova, Coahuila | Parámetros climáticos promedio de Monclova, Coahuila | Parámetros climáticos promedio de Monclova, Coahuila | Parámetros climáticos promedio de Monclova, Coahuila | Parámetros climáticos promedio de Monclova, Coahuila | Parámetros climáticos promedio de Monclova, Coahuila | Parámetros climáticos promedio de Monclova, Coahuila | Parámetros climáticos promedio de Monclova, Coahuila | Parámetros climáticos promedio de Monclova, Coahuila | Parámetros climáticos promedio de Monclova, Coahuila | Parámetros climáticos promedio de Monclova, Coahuila |
| Mes                                                               | Ene.                                                 | Feb.                                                 | Mar.                                                 | Abr.                                                 | May.                                                 | Jun.                                                 | Jul.                                                 | Ago.                                                 | Sep.                                                 | Oct.                                                 | Nov.                                                 | Dic.                                                 | Anual                                                |
| ----------------------------------------------------------------- | ---------------------------------------------------- | ---------------------------------------------------- | ---------------------------------------------------- | ---------------------------------------------------- | ---------------------------------------------------- | ---------------------------------------------------- | ---------------------------------------------------- | ---------------------------------------------------- | ---------------------------------------------------- | ---------------------------------------------------- | ---------------------------------------------------- | ---------------------------------------------------- | ---------------------------------------------------- |
| Temp. máx. abs. (°C)                                              | 33.5                                                 | 36.8                                                 | 39.8                                                 | 41.8                                                 | 45.2                                                 | 44.5                                                 | 43.8                                                 | 46.0                                                 | 45.5                                                 | 39.7                                                 | 38.5                                                 | 35.6                                                 | 45.2                                                 |
| Temp. máx. media (°C)                                             | 19.7                                                 | 22.5                                                 | 27.4                                                 | 31.5                                                 | 34.0                                                 | 35.8                                                 | 35.4                                                 | 34.9                                                 | 31.7                                                 | 28.0                                                 | 24.2                                                 | 21.3                                                 | 28.9                                                 |
| Temp. media (°C)                                                  | 12.6                                                 | 14.9                                                 | 19.6                                                 | 24.0                                                 | 27.0                                                 | 29.1                                                 | 29.0                                                 | 28.6                                                 | 25.8                                                 | 21.7                                                 | 17.1                                                 | 14.2                                                 | 22.0                                                 |
| Temp. mín. media (°C)                                             | 5.5                                                  | 7.4                                                  | 11.9                                                 | 16.6                                                 | 19.9                                                 | 22.4                                                 | 22.6                                                 | 22.3                                                 | 19.9                                                 | 15.4                                                 | 10.1                                                 | 7.1                                                  | 15.1                                                 |
| Temp. mín. abs. (°C)                                              | -10.0                                                | -12.0                                                | -2.8                                                 | 4.0                                                  | 3.8                                                  | 13.0                                                 | 10.6                                                 | 2.2                                                  | 1.0                                                  | -3.0                                                 | -2.0                                                 | -3.2                                                 | -10.0                                                |
| Precipitación total (mm)                                          | 12.2                                                 | 16.5                                                 | 8.1                                                  | 22.8                                                 | 40.2                                                 | 40.2                                                 | 42.2                                                 | 43.9                                                 | 78.5                                                 | 37.6                                                 | 19.5                                                 | 15.0                                                 | 376.7                                                |
| Días de precipitaciones (≥ 0.1 mm)                                | 3.3                                                  | 3.2                                                  | 1.7                                                  | 2.7                                                  | 4.7                                                  | 3.9                                                  | 4.7                                                  | 4.9                                                  | 6.3                                                  | 4.5                                                  | 3.2                                                  | 3.4                                                  | 46.5                                                 |
| Horas de sol                                                      | 192                                                  | 175                                                  | 221                                                  | 234                                                  | 269                                                  | 274                                                  | 289                                                  | 230                                                  | 221                                                  | 240                                                  | 210                                                  | 172                                                  | 2727                                                 |
| Humedad relativa (%)                                              | 53                                                   | 51                                                   | 43                                                   | 45                                                   | 52                                                   | 55                                                   | 48                                                   | 50                                                   | 56                                                   | 59                                                   | 55                                                   | 56                                                   | 52                                                   |
| Fuente n.º 1: Servicio Meteorológico Nacional (humedad 1981–2000) |                                                      |                                                      |                                                      |                                                      |                                                      |                                                      |                                                      |                                                      |                                                      |                                                      |                                                      |                                                      |                                                      |
| Fuente n.º 2: Deutscher Wetterdienst (sol, 1961–1990)             |                                                      |                                                      |                                                      |                                                      |                                                      |                                                      |                                                      |                                                      |                                                      |                                                      |                                                      |                                                      |                                                      |

### Principales ecosistemas
El ecosistema que predomina es el Semidesértico, aunque también hay zonas de bosques.

#### Flora y fauna
La flora de la Ciudad está caracterizada por el matorral y los pastizales en las regiones bajas y los pinos y encinos en las sierras. La fauna de la región, gravemente mermada por las actividades agropecuarias y la deforestación, está compuesta por osos negros, pumas, jabalíes, zorros, coyotes y venados cola blanca junto con otras especies de menor tamaño.

### Recursos naturales
El recurso natural del que se tiene conocimiento que se explota en la región es la cal.
Ya en la actualidad se están haciendo exploración, extracción y producción de gas shale en lo que es bloque Pirineo de esta localidad para así su crecimiento económico con la reforma energética.

## Demografía
Monclova es la tercera ciudad más poblada del estado de Coahuila, con una población estimada en 2020 de 237 169 habitantes, de los cuales 119 538 son mujeres y 117 631 hombres. Monclova y su zona metropolitana (Monclova-Frontera-Castaños-San Buenaventura) cuentan con un total de 374,247 habitantes. La población en edad joven es la más predominante.
La dinámica poblacional de la ciudad ha estado fuertemente ligada a AHMSA desde su fundación en 1942. La población de Monclova ha crecido moderadamente, por debajo de la media estatal.

### Población de Monclova 1900-2020
| Gráfica de evolución demográfica de Monclova entre 1900 y 2020                                    |
|                                                                                                   |
| Población de los censos del Instituto Nacional de Estadística y Geografía (INEGI) de 1900 a 2020. |

La zona metropolitana de Monclova es la cuadragésima quinta más poblada de México con alrededor de 375,000 habitantes al 2020. El área metropolitana está conformada por 4 municipios y su población está distribuida de la siguiente manera:
| Ciudad                   | Población |
| ------------------------ | --------- |
| Monclova                 | 237,951   |
| Frontera                 | 82,409    |
| Castaños                 | 29,128    |
| San Buenaventura         | 24,759    |
| Total Zona Metropolitana | 374,247   |

## Religión
Religiones practicadas por la población del Municipio de Monclova, de acuerdo con el Censo de Población y Vivienda del INEGI, 2010.
| Nombre                                                        | Población | Porcentaje |
| Católica                                                      | 168,038   | 77.8       |
| Protestantes y Evangélicas - Históricas                       | 1,417     | 0.7        |
| Protestantes y Evangélicas - Pentecostales y Neopentecostales | 2,494     | 1.15       |
| Protestantes y Evangélicas - Luz del Mundo                    | 81        | 0.04       |
| Protestantes y Evangélicas - Otros                            | 17,192    | 7.9        |
| Adventistas del Séptimo día                                   | 4,576     | 2.12       |
| Otras Religiones                                              | 140       | 0.06       |
| Sin religión                                                  | 16,618    | 7.69       |
| No especificado                                               | 3,946     | 1.83       |

## Economía
La Zona Metropolitana de Monclova contó en 2008 con el mayor PIB per cápita del estado de Coahuila, sitio que ha venido alternando hasta la actualidad con la Zona Metropolitana de Saltillo (BANAMEX, Estudios Económicos; INEGI, Censos Económicos 2009).
En 2010
, llegó a ser el tercer municipio con menor rezago social del país, después de San Pedro Garza García, N.L., y la Delegación Benito Juárez, D.F.
Actualmente, según el último censo realizado en 2016 se encuentra en la posición número 11 en esta clasificación.

### Agricultura
En el Municipio La Agricultura sólo se practica en los alrededores, como el Ejido Ocho de Enero, La Cruz que son municipios de Frontera y en el Ejido el Oro que es municipio de Monclova. De los cultivos destaca la producción de trigo, maíz, cereal, forraje, etc. En la última década la agricultura se ha desarrollado mejor ya que el gobierno implementó ciertos programas de apoyos para mejorar la producción y distribución de la gente del campo y sobre la base de estos programas se ha mejorado en calidades de productos y mejora de relaciones entre agricultores y gobierno.

### Ganadería
Se cría ganado Vacuno, Caprino y Porcino. Esto en Ranchos y Ejidos de la región.

### Explotación forestal
En el municipio se explotan principalmente pastos, Monclova no es una zona muy dedicada a esta labor, sin embargo cuenta con muchas áreas verdes cuidadas, entre otras el Parque Xochipilli I y Parque Xochipilli II este último siendo el parque con más hectáreas de todo el estado de Coahuila.

### Minería
El principal recurso mineral no metálico explotado actualmente es la cal.
En Monclova se han explotado yacimientos de carbón, fierro, cobre, plata y oro.
Por otro lado Monclova cuenta con la empresa de mayor producción de Acero en todo México y Latinoamérica además de contar con el Alto Horno más grande también de toda Latinoamérica, es la más grande y con mayores recursos. Esta cuenta con Minas en la Región Carbonífera de Coahuila y el Producto de esta es trasladado para usarse.[cita requerida]

### Industria
En el Municipio se localiza la fundidora de acero más importante del país, Altos Hornos de México, S.A., que junto con otras unidades industriales, provee una parte considerable de las necesidades de la industria nacional en las ramas eléctrica, automotriz, de la construcción, alimenticia, petrolera, de bienes de capital, así como los sectores agrícola y de transporte.
Altos Hornos de México, S.A. prevalece como industria en minerales de hierro y carbón para el acero en todo el mundo.

### Servicios
Cuenta con un desarrollado sector hotelero y restaurantero apoyado en franquicias de presencia internacional. También cuenta con restaurantes de comida regional a lo largo de su Zona Dorada, además de establecimientos de comida rápida y varios sitios de entretenimiento; cines, centros y plazas comerciales, entre otros

## Educación
La ciudad de Monclova cuenta con instituciones públicas y privadas de nivel básico, media superior (bachillerato, bachillerato técnico e industrial), adscritas a la Universidad Autónoma de Coahuila, y directamente a las Secretarías de Educación Pública Federal y Estatal.

### Institutos de Educación Superior
- Instituto Universitario del Norte
- Universidad Autónoma de Coahuila

- Instituto Tecnológico Superior de Monclova Ejército Mexicano

- Instituto de Estudios Superiores de Coahuila

- Universidad Metropolitana de Coahuila

- Universidad Pedagógica Nacional

- Universidad Tecnológica de la Región Centro de Coahuila

- Centro Universitario Coahuilense

- Universidad Autónoma del Noreste

- Universidad Vizcaya de las Américas

- Instituto Universitario Valle de Coahuila

- Instituto Politécnico Nacional Campus Coahuila

- Universidad Autónoma de Durango

- Escuela Normal de Monclova

### Institutos Media Superior
- Instituto Universitario del Centro de México (Privado)
- Colegio María Montessori de Monclova (Privado)

- Colegio La Salle de Monclova (Privado)

- Colegio Guadalupe Victoria (Privado)

- Instituto Central Coahuila (Privado)

- Instituto de Estudios Superiores de Coahuila

- CBTis 36

- CECyTEC Norte John F. Kennedy

- CECyTEC Sur

- Colegio México Montessori (Privado)

- Preparatoria Justo Sierra

- CETIS 46

- Emsad 18

- Colegio de Bachilleres de Coahuila (COBAC), Plantel Prepa 24

- Colegio de Bachilleres de Coahuila (COBAC), Carmen Elizondo de Ancira

- Instituto Cumbres y Alpes (Privado)

- Conalep Monclova

- Universidad Metropolitana De Coahuila (Privado)
- Colegio María Montessori de Monclova (Privado)

- Bachilleres America (Privado)

- Colegio Vizcaya de las Américas (Privado)
- Preparatoria "Instituto Valle de Coahuila" (Privado)

## Salud
En el municipio las unidades que dan atención a la salud son: la Secretaría de Salud y Desarrollo Comunitario, el Instituto Mexicano del Seguro Social (IMSS), el Instituto de Seguridad y Servicios Sociales de los Trabajadores del Estado (ISSSTE) y el Sistema Nacional para el Desarrollo Integral de la Familia (DIF). Hospital general( AMPARO PAPE DE BENAVIDES) Además cuenta con clínicas y consultorios particulares de diversas especialidades.
La Clínica n.º 7 del IMSS, es el Hospital más grande y con más tecnología del Centro y Norte del Estado de Coahuila, y el tercero más grande de todo el Estado.[cita requerida] Cuenta con médicos de diversas especialidades, desde Medicina Interna, Oncología, Cirugía, Cirugía Plástica, etc; es un hospital de concentración, pues apoya a toda la Región Carbonífera en atención especializada en pacientes que así lo requieren.

## Deportes
Monclova cuenta con una gran infraestructura deportiva, cuenta con dos unidades principales:
- Ciudad Deportiva Nora Leticia Rocha de la Cruz. Cuenta con campos de fútbol soccer, béisbol, basketball y alberca.
- Unidades Deportivas AHMSA I y II. Cuentan con el Estadio de Béisbol Parque Deportivo AHMSA, Campos para la Práctica de Fútbol Soccer, Fútbol Americano, Basketball, Alberca Olímpica, Pista de Atletismo.
- Estas anteriores son las principales pero en lo que es la región de Monclova se cuenta con una gran cantidad de lugares públicos para la práctica del deporte.

### Béisbol
La ciudad de Monclova cuenta con un Equipo de Béisbol Profesional. Tienen como plaza el Estadio de Béisbol Monclova, Considerado uno de los mejores y más Grandes del Norte de la República Mexicana. Actualmente tiene capacidad para 11.000 aficionados, y es el campo de los Acereros del Norte, un equipo profesional, miembro de la Liga Mexicana de Béisbol.
Para la práctica del béisbol amateur y semiprofesional, cuenta con el Parque Deportivo AHMSA, Unidad Deportiva Nora Leticia Rocha, además de los recintos ubicados en el interior de los parques Xochipilli I y II.

### Fútbol
Es el segundo deporte más practicado en Monclova, después del béisbol. Actualmente es sede del equipo de Segunda División de México Club Calor, que radica en las instalaciones de la ciudad deportiva Nora Leticia Rocha de la Cruz. 
Además cuenta con diversas ligas amateur de primera, segunda y tercera fuerza; además de ligas infantiles, juveniles y de veteranos.

### Fútbol Americano
Monclova cuenta con una competitiva liga de Fútbol Americano Infantil y Juvenil, agrupada en la Asociación Monclovense de Fútbol Americano Infantil (AMFAI)cuyos equipos más competitivos son el Club Potros y Zorros AC.

### Frontenis
Monclova cuenta con canchas de frontenis ubicados en el Parque Xochipilli II. Es un deporte no muy común aunque existen personas organizadoras de torneos, uno de ellos por la celebración del mes patrio.

### Otros deportes
Actualmente se cuenta con el Instituto Municipal del deporte, ubicado en el Gimnasio Municipal "Milo Martínez de la Rosa" el cual cuenta con disciplinas deportivas como: Kárate, gimnasia artística, halterofilia, béisbol, baloncesto, voleibol, natación, porristas a su vez se ofrece el servicio de clases de Aerobics a la comunidad. Este gimnasio se encuentra a un costado de la Ciudad Deportiva "Nora Leticia Rocha".
Monclova cuenta con el Club de Golf "El Socorro" A. C., que es una Asociación Civil, fundada el 13 de abril de 1976, la cual tiene como objeto la Instalación, Organización, Fomento y Desarrollo de centros para la práctica de deportes tales como Golf, Tenis, Natación, Equitación, etc. Incluyendo la organización de torneos o eventos que tiendan a la superación del individuo en los deportes.

## Turismo y recreación

### Edificios y monumentos

#### Museos
- Museo de Coahuila-Texas. Es uno de los centros más concurridos de la ciudad, alojado en el edificio que fungiera como centro de atención a heridos en movimientos bélicos, es escenario de diversas exposiciones no permanentes.

- Museo El Polvorín. Construido en el año 1781, y lugar donde se encuentran los troncos de nogal donde amarraron a los insurgentes Hidalgo, Allende, Jiménez y Aldama, cuando fueron aprehendidos en este municipio en 1811.

- Museo Biblioteca Pape Pone al alcance del visitante obras de arte y un importante acervo bibliográfico. Es un edificio moderno que alberga este museo-biblioteca que en sus dos salas de exposición permanente presenta una colección de piezas arqueológicas y una variedad de monedas y medallas. Cuenta además con otro espacio de exhibición temporal, donde se realizan eventos culturales.

#### Iglesias

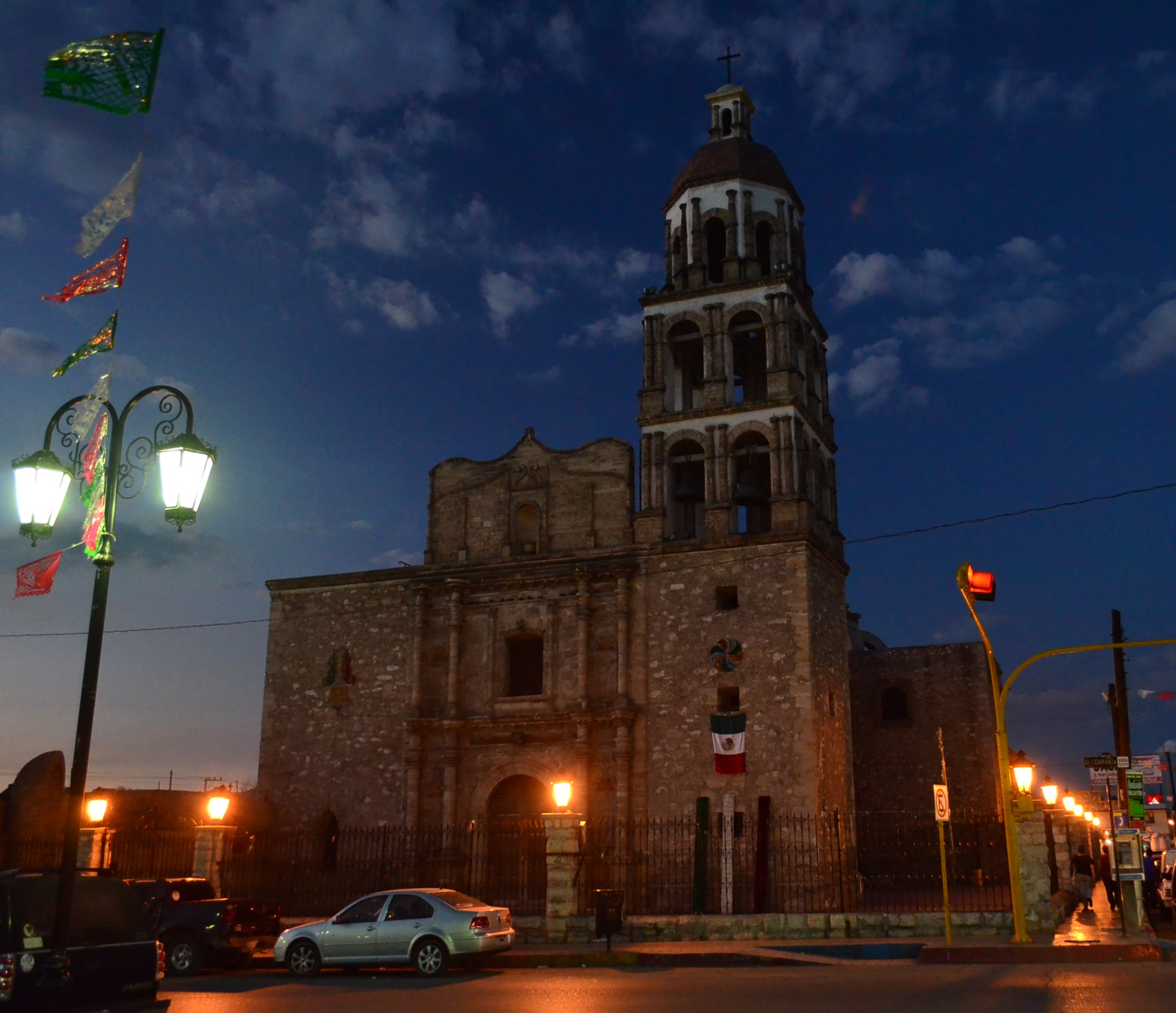
Parroquia de Santiago Apóstol, Monclova

- Parroquia de Santiago Apóstol. Obra del siglo XVII, construida por José Miguel Sánchez Navarro.

- Ermita de Zapopan. Obra del Siglo XVIII, réplica de la Iglesia existente en Zapopan, Jalisco.

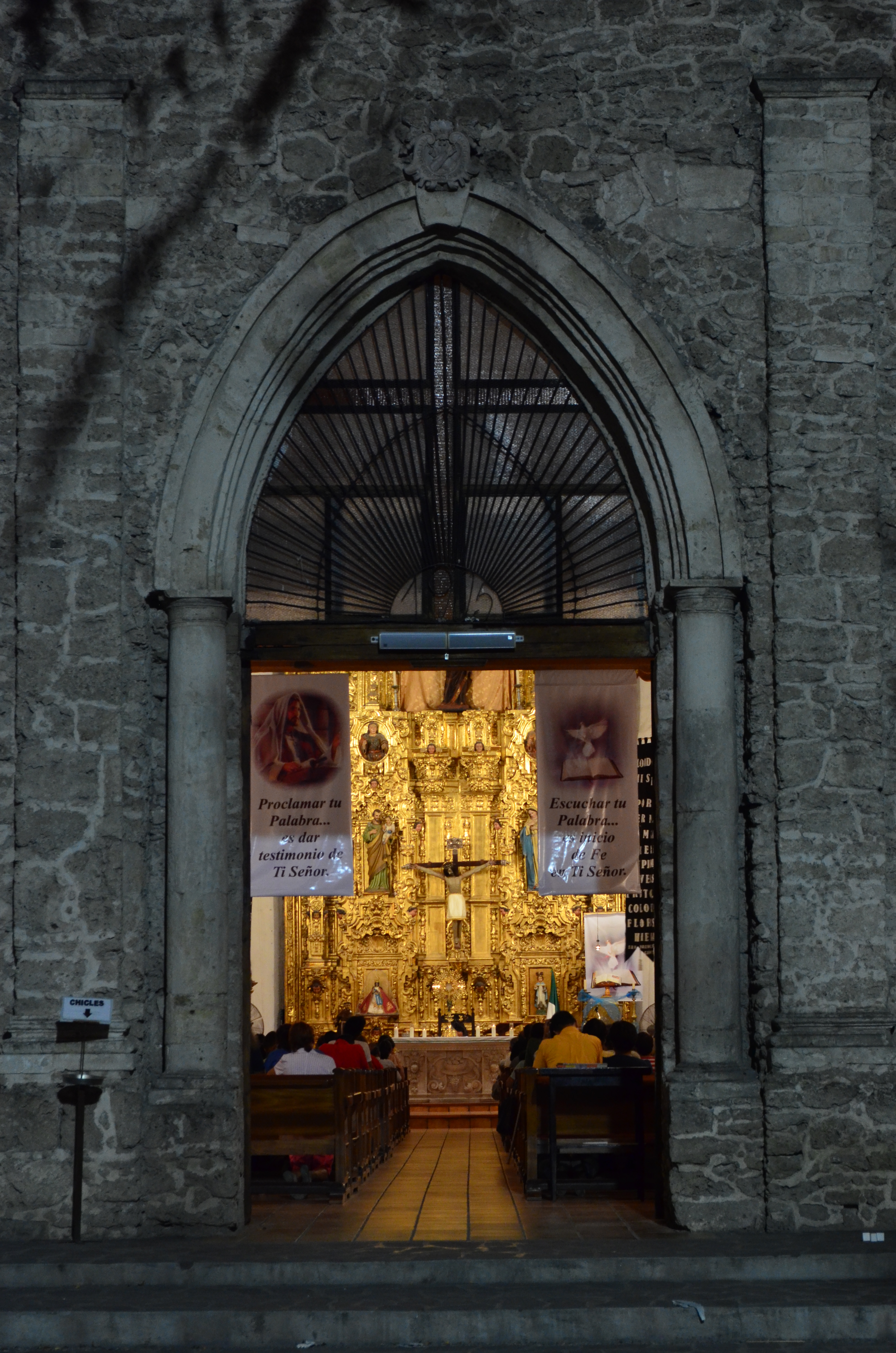
Parroquia San Francisco de Asís, Monclova

- Parroquia de San Francisco de Asís. Construida en 1700.

#### Teatros
- Teatro de la Ciudad: Es el teatro más moderno del noreste del país. Con capacidad de más de 1000 espectadores.

- Teatro del Instituto Mexicano del Seguro Social: Fue por mucho tiempo el único Teatro en funciones de Monclova, hasta la construcción del Teatro de la Ciudad. Está ubicado a un costado de la Clínica número 7 del IMSS.

#### Otros
- Río Monclova
- Observatorio astronómico de Monclova: El más grande de Coahuila.

- Estadio de Beisbol Monclova: campo de los Acereros de Monclova, quienes participan en la Liga Mexicana de Béisbol y fueron campeones de la misma en 2019

- Autódromo del Centro de Coahuila: único en México y Latinoamérica en tener la certificación IHRA en Estados Unidos.[cita requerida]

- Parque Infantil Niños Heroes: campo de los Siderúrgicos de Monclova, que participan en la Liga del Norte de Coahuila

- Plaza Scout: ubicada en la esquina de los bulevares Harold R. Pape y Francisco I. Madero, es el punto de reunión de la comunidad Scout donde se difunde y enseña todo lo referente al escultismo a niños y jóvenes. Ha sido remodelada recientemente y ahora cuenta con un salón de reunión, hermosos jardines y una pequeña explanada para ceremonias importantes.

- Monumento a Francisco I. Madero, Monclova: ubicado en la confluencia de los bulevares Harold R. Pape y Francisco I. Madero. Se trata de un monumento inaugurado en 2016 por el alcalde Julio César Salazar Zabaleta.
- Escalera al Cielo: está en continuo crecimiento por parte de la sociedad civil abonando por parte del público mediante un consejo ciudadano los escalones con sus nombres que estimulan la participación ciudadana y la sensibilidad hacia sus seres queridos.
- Monumento a la Madre  Cristo del Consuelo, es un monumental Cristo de 20 metros de altura, ubicado al oriente de la ciudad, dedicado a todas las amadas madres.
- El Cristo de la Bartola: Es un monumento a Cristo y es el más grande de Latinoamérica. Actualmente, se ha convertido en uno de los lugares turísticos, más frecuentados por los monclovenses y foráneos.

#### Parques y Jardines
- Bosque Urbano de Monclova :Un espacio creado por la sociedad civil dentro del Zoológico Municipal, en el que interacciona la sociedad con la ecología y familia, sembrando un árbol para celebrar eventos que mejoran el medio ambiente plantando árboles endémicos y le ponen su nombre fortaleciendo la autoestima y la gratitud hacia alguien.
- Paseo de las Estrellas del Bosque Urbano:Es una dinámica en la que la sociedad monclovense ha donado una serie de estrellas en un bonito formato, exaltando personas, empresas e instituciones que han abonado al crecimiento de la comunidad, que ha destacado por su belleza y originalidad.
- Parque Xochipilli: Es uno de los principales atractivos de la ciudad

- Parque Xochipilli II: Es el parque con más Hectáreas en el estado de Coahuila; dicho parque al igual que el xochipilli I nos ofrece enormes y coloridos jardines, pero además en esta segunda sección se cuenta con un espacio para realizar actividades o deportes extremos como rapel, y una tirolesa. Además cuenta con otro atractivo para todas las edades que es un tren a escala el cual ofrece un recorrido a lo largo y ancho del parque mostrando las instalaciones con las que cuenta; dicha atracción fue nombrada "HAROLD-ITO", en honor al fundador de AHMSA y que donó dichos terrenos y apoyos económicos para el funcionamiento de estos parques

- Parque Ecológico y de Vida Silvestre Monclova: Antiguamente zoológico de Monclova, esta reserva es única en el estado de Coahuila

#### Cines
- Cinépolis Monclova.
- Cinemex Monclova.
- Riocinemas Azteca.

### Celebraciones
- Festival de la grande: Festival musical donde acuden grupos conocidos a nivel nacional, Se han presentado entre otros el Grupo La Firma, Grupo Duelo, La Arrolladora Banda El Limón, Chon Arauza, Banda MS, Grupo Pesado y muchos, logrando asistencias por encima de las 29,000 Personas.
- Eventos del Teatro de la Ciudad: En cada mes se realizan diversas obras y Eventos en el Teatro de la Ciudad de Monclova con capacidad para 1000 personas más Palcos VIP, los boletos son vendidos en su Totalidad.

#### FeriAcero
Festividad tradicional de la ciudad de Monclova; cuenta con diferentes atractivos que se presentan en el teatro del pueblo como juegos mecánicos, antojitos mexicanos bailes folclóricos y otros grandes eventos en su mayoría totalmente gratuitos. En el 2012 se registró una afluencia de 68 000 personas en el 2013 registro una afluencia de 87 000 personas en sus 11 días que dura las festividades.
Actualmente es llamada FeriAcero; durante el 2015 se celebró del 6 al 16 de agosto, en las instalaciones de la Ciudad Deportiva y el Gimnasio Milo Martínez.

## Vías de comunicación

### Carreteras
Carretera Federal 57. Cruza la ciudad de norte a sur. Comunica al norte con Estación Hermanas, Coah. (40 km); Sabinas, Coah. (112 km); Nueva Rosita, San Juan de Sabinas, Coah. (127 km); Allende, Coah (189 km); Nava, Coah. (201 km); y Piedras Negras, Coah. (243 km). En el municipio de Allende, Coah, se encuentra el entronque con la carretera 29, que comunica con Ciudad Acuña, Coah. 297 km). Comunica al sur con Castaños, Coah. (10 km); Saltillo, Coah. (191 km); Matehuala, SLP (437 km); San Luis Potosí, SLP (626 km); Querétaro, Qro. (818 km); y la Ciudad de México (1021 km). En el municipio de Castaños, Coah., se encuentra el entronque con la carretera 53, que comunica con Monterrey, NL (195 km).
Carretera Federal 30. Cruza la ciudad de este a oeste. Comunica al este con Candela, Coah (96 km); en ese municipio se encuentra el entronque con la carretera estatal 1 de Nuevo León, que comunica con Nuevo Laredo, Tamps. 269 km). Comunica al oeste con San Buenaventura, Coah (23 km); Cuatrociénegas, Coah. (82 km) y San Pedro de las Colonias, Coah. (246 km), de donde se puede acceder al municipio de Torreón, Coah. (304 km).
Carretera Federal 53. La carretera Federal 53 es una vía terrestre que va desde la localidad de Gloria, en el municipio de Castaños, Coahuila, hasta el entronque "Topo Chico", en el municipio de Escobedo, Nuevo León. Es la vía más corta que comunica a las ciudades de Monclova, Coahuila y Monterrey, Nuevo León. Su longitud aproximada es de 180 km.

### Ferrocarril
El municipio de Monclova cuenta con la Estación Dolomita, que se encuentra conectada a la red nacional de ferrocarril, teniendo así acceso a las fronteras, puertos y ciudades más importantes del país.
En esta ciudad este servicio es proporcionado por las empresas privadas Línea Coahuila Durango (LCD) y Ferrocarril Mexicano (Ferromex).

## Medios de comunicación

### Periódicos
| Nombre         | Frecuencia |
| El Tiempo      | Diario     |
| Zócalo         | Diario     |
| La Prensa      | Diario     |
| La Voz         | Diario     |
| Calibre 57     | Diario     |
| Vía 57         | Diario     |
| AccesoMonclova | Diario     |

### Televisión
| Canal | Siglas     | Afiliación         |
| 1.1   | XHHC       | Azteca Uno         |
| 1.2   | XHHC       | ADN 40             |
| 2.1   | XHMOT      | Las Estrellas      |
| 3.1*  | Licitación | Imagen Televisión  |
| 3.4*  | Licitación | Excélsior TV       |
| 6.1   | XHRG       | NRT                |
| 5.1   | XHNOH      | Canal 5            |
| 6.1 * | XHMTCO     | NRT México         |
| 6.2 * | XHMTCO     | NRT México 2 Horas |
| 6.3 * | XHMTCO     | Teleritmo          |
| 6.4 * | XHMTCO     | MVS                |
| 7.1   | XHMLA      | Azteca 7           |
| 7.2   | XHMLA      | A más+             |
| 29.1  | XHMAP      | La Señal Libre     |

En etapa de instalación * 

#### Televisión de paga
| Sistema                | Nombre                 | Propietario        | Canal      | Contenidos              | Tipo                    |
| Hipercable de Monclova | Hipercable de Monclova | Corporativo EIINRT | Más de 100 | Entretenimiento General | Local                   |
| Señal Interactiva      | Señal Interactiva      | Corporativo EIINRT | Más de 100 | Entretenimiento General | Local, Nacional         |
| Televisión de Monclova | Televisión de Monclova | Corporativo EIINRT | Más de 100 | Entretenimiento General | Local                   |
| Sky                    | Sky                    | Televisa Network   | Más de 300 | Entretenimiento General | Nacional, Internacional |
| Cablevision            | Cablevision            | Grupo Telum        | Más de 100 | Entretenimiento General | Nacional, Internacional |

### Radio AM
| Frecuencia | Siglas   | Nombre            | Ciudad de origen |
| 560        | XEGIK-AM | La Acerera        | Monclova         |
| 780        | XEWGR-AM | Exa FM            | Monclova         |
| 970        | XEMF-AM  | La Mejor          | Monclova         |
| 1110       | XEPU-AM  | La PU             | Monclova         |
| 1170       | XEMDA-AM | La Mera Ley       | Monclova         |
| 1330       | XEWQ-AM  | La Super Estación | Monclova         |
| 1480       | XEXU-AM  | La Poderosa       | Frontera         |

### Radio FM
| Frecuencia | Siglas   | Nombre               | Ciudad de origen |
| 91.1       | XHMZI-FM | Capital Maxima       | Monclova         |
| 93.9       | XHONT-FM | Radio Gente          | Saltillo         |
| 94.7       | XHXU-FM  | La Poderosa          | Frontera         |
| 96.3       | XHMF-FM  | La Mejor             | Monclova         |
| 97.1       | XHPU-FM  | La PU                | Monclova         |
| 98.7       | XHFRC-FM | Espacios             | Monclova         |
| 99.5       | XHMS-FM  | Super FM             | Monclova         |
| 100.3      | XHTF-FM  | Estéreo Tiempo       | Monclova         |
| 101.1      | XHWGR-FM | Exa FM               | Monclova         |
| 103.1      | XEWQ-FM  | La Super Estación WQ | Monclova         |
| 104.1      | XHCCG-FM | La Furia             | Monclova         |
| 104.9      | XHMDA-FM | La Mera Ley          | Monclova]        |
| 106.3      | XHGIK-FM | La Acerera           | Monclova         |
| 107.1      | XHCLO-FM | La Caliente          | Monclova         |

## Ciudades hermanas
Monclova tiene una ciudad hermana designada por Sister Cities International (SCI):
- Laredo, Texas, Estados Unidos